# Светлое (Удмуртия)
Све́тлое — село в Воткинском районе Удмуртской Республики России.

## География
Село находится в восточной части республики, в подзоне южной тайги, на берегах реки Светлянка, при автодороге 94Н-101, на расстоянии примерно 17 км (по прямой) к западу от города Воткинск, административного центра района. Абсолютная высота — 140 м над уровнем моря.

### Климат
Климат характеризуется как умеренно континентальный, с продолжительной холодной многоснежной зимой и коротким относительно жарким летом. Среднегодовая температура воздуха — 1,4 °С. Средняя температура воздуха самого тёплого месяца (июля) — 17,5 °C (абсолютный максимум — 34,3 °C); самого холодного (января) — −15 °C (абсолютный минимум — −43 °C). Вегетационный период длится 160 дней. Среднегодовое количество атмосферных осадков составляет 527 мм, из которых 376 мм выпадает в период с апреля по октябрь. Снежный покров держится в течение 172 дней.

### Часовой пояс
Село Светлое, как и вся Удмуртская Республика, находится в часовой зоне МСК+1. Смещение применяемого времени относительно UTC составляет +4:00.

## Население
| 2010 | 2012  |
| ---- | ----- |
| 1028 | ↗1046 |

### Национальный состав
Согласно результатам переписи 2002 года, в национальной структуре населения русские составляли 71 % из 1028 чел., удмурты — 28 %.

## Улицы
| - ул. Береговая, - ул. Колхозная, - ул. Лесная, - ул. Луговая, - ул. Октябрьская, | - пер. Октябрьский, - ул. Первомайская, - пер. Первомайский, - ул. Полевая, - пер. Полевой, | - ул. Победы, - ул. Светлая, - ул. Северная, - ул. Соломенникова, - пер. Школьный. |